# Scoglio della Margherita
Lo scoglio della Margherita è un'isola dell'Italia, in Campania.
Amministrativamente appartiene a Vico Equense, comune della città metropolitana di Napoli.